# Martta Martikainen-Ypyä

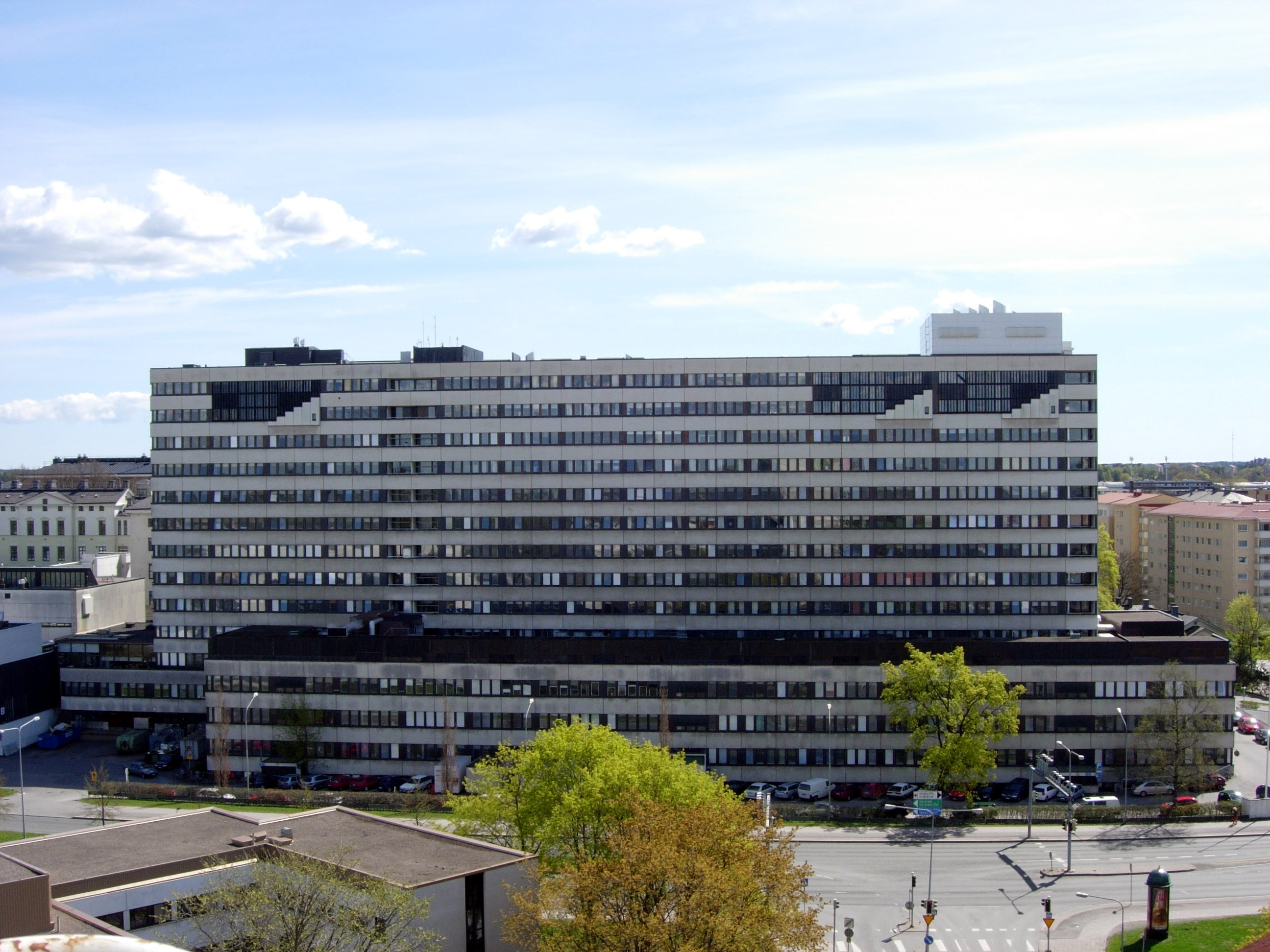
Ragnar y Martta Ypyä, Hospital de la Universidad de Turku

Martta Martikainen-Ypyä (19 de septiembre de 1904, Iisalmi - 17 de diciembre de 1992, Helsinki), cuyo nombre antes de contraer matrimonio era Martta Irene Martikainen, fue una arquitecta finlandesa.
Se formó con los arquitectos Kaarlo Borg y Carolus Lindberg. Entre 1928 y 1936 trabajó como arquitecta para la oficina de edificación del Ministerio de Defensa. Se graduó en la Universidad Politécnica de Helsinki en 1932.
En 1936 se casó con el arquitecto Ragnar Ypyä. La pareja fundó una empresa de arquitectura en Víborg; en 1939 se trasladaron a Helsinki. Tras la Segunda Guerra Mundial trabajó en la oficina de construcción de viviendas de HSB en Estocolmo, de la que fue jefa de departamento. Martikainen-Ypyä, bien sola o en colaboración con su marido, ganó numerosas competiciones arquitectónicas y diseñó muchos hospitales, escuelas, fábricas, edificios de oficinas y viviendas. Entre las obras destacadas se encuentran el Hospital de la Universidad de Turku y el Centro Psiquiátrico HYKS.